# 1670 în literatură

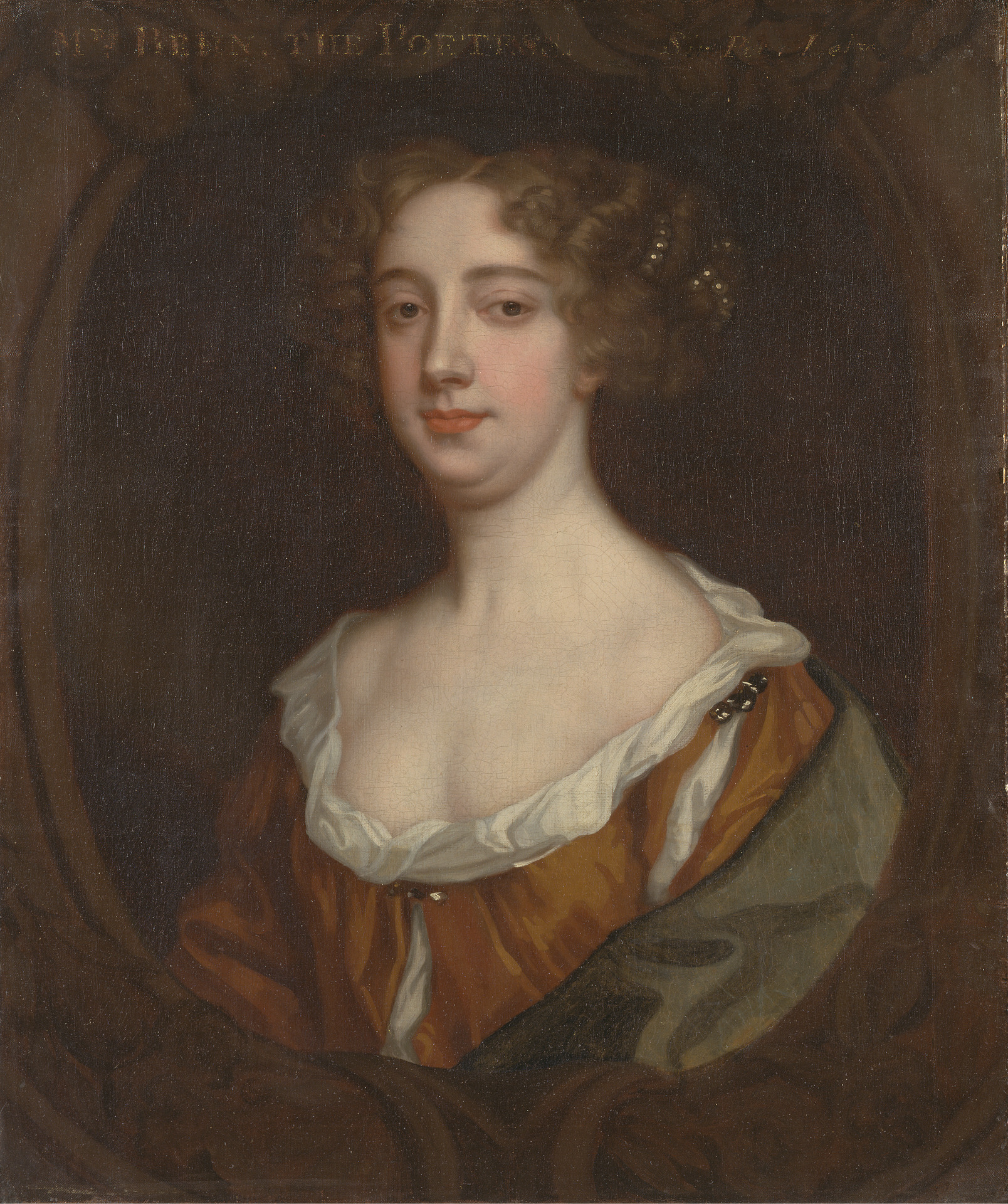
"Aphra Behn," pictura de artistul Sir Peter Lely, ulei pe panza, circa 1670

- 1669 în literatură — 1670 în literatură — 1671 în literatură

Anul 1670 în literatură a implicat o serie de evenimente semnificative. 

## Cărți noi
- Charles Cotton - Voyage to Ireland in Burlesque
- Fulke Greville - The Remains of Sir Fulke Greville Lord Brooke
- Honcho Tsugan (text clasic în limba japoneză)
- Edward Hyde, 1st Earl of Clarendon - The History of the Rebellion and Civil Wars in England
- Gilles Ménage - Dictionnaire etymologique (a 2-a ediție)
- Blaise Pascal - Pensées (publicat postum)
- William Penn - The Great Cause of Liberty of Conscience
- John Ray - English Proverbs
- Thomas Tenison - The Creed of Mr. Hobbes Examined
- Izaak Walton - Life of George Herbert
- Leonard Willan - The Exact Politician, or Complete Statesman

## Decese
Format:1670